# Jacques Samir Stenka
Pour les articles homonymes, voir Stenka.
 (novembre 2024).
Jacques Samir Stenka, né le 3 novembre 1945 à Bingerville en Côte d'Ivoire (colonie) et mort le 24 novembre 2024 à Abidjan (Côte d'Ivoire), est un peintre ivoirien.

## Biographie
(avril 2023).
Durant l’enfance, Jacques Samir Stenka passe par l’orphelinat de Bingerville, expérience qui marque profondément le début de son expression à travers les arts. Plus tard, il obtient le diplôme supérieur des arts plastiques à l’École des Beaux-Arts de Paris. Pendant ce passage en France, il travaille dans l’atelier du peintre Jacques Yankel, un professeur pour lequel il garde une grande reconnaissance. 
Toutefois, ce passage par l’école occidentale ne réussit pas à formater sa pensée et son travail de peintre. Ses œuvres demeurent profondément africaines, ancrées dans une symbolique qu’il rattache à la mystique Akié (Attié) et encore plus loin dans le temps à la mystique de Égypte ancienne.
Au cours de sa pratique, Stenka connaît trois périodes marquantes :

« Ma carrière connaît jusqu’à ce jour trois périodes : d’abord de 1974 à 1983, la période insecte ; graphiste scientifique en biologie, j’ai été influencé par la forme des insectes.

Puis, de 1984 à 1990, ma manière de peindre à évolué, passant des insectes aux hommes-insectes. Le caractère étrange de ces hommes donnait l’impression que j’avais affaire à des visiteurs étrangers à notre monde.

Enfin, de 1990 à 1994, quittant le monde des hommes-insectes, j’ai retrouvé le monde des hommes à proprement dit et en m’appuyant sur mon subconscient je me suis retrouvé au cœur du monde Akan. Mon travail actuel s’articule autour de cette idée et de la préoccupation que j’ai de retrouver cette grande civilisation disparue.

Mes œuvres sont les jalons de cette quête initiatique autour de vestiges destinés à reconstituer le passé de mes ancêtres. »

— Stenka, dans les années 1990
On peut dire que son travail est centré sur l’évolution du prototype humain, tant dans la forme biologique qu’historique. Ainsi, dès les premières heures de sa carrière, il est surnommé « le peintre des civilisations anciennes ». Aujourd’hui, son processus de création peut être qualifié d’initiatique dû au travail avec l’eau dans la préparation des fonds de toiles, qui fait parallèle avec les libations représentatives des traditions africaines ancestrales. Il travaille à partir de bâtons de craie, de pigments naturels comme les oxydes ocre et rouge, mais aussi à partir de colle d’hévéa. À l’image des sujets qu’il aborde, les œuvres qu’il produit traversent le temps et l’espace et dénotent par leur qualité de conservation déroutante.
En 1996, il met sur pieds le mouvement « Trace » aux côtés de Ludovic Fadaïro, Tamsir Dia et Grobli Zirignon.

« […] ce qui unit les quatre sociétaires du groupe artistique. Travailler sur l’essence de la culture. Dire qu’il y a quelque chose d’irréductible qui perdure au passage de l’homme. Ce lien qui rallonge le groupe, c’est aussi les individualités. Parce que l’humain est au centre de Trace, un fil spirituel lie chacun de ces quatre hommes. […] À travers ses œuvres Stenka conduit cet homme primitif dans les premières civilisations. D’où ses personnages préhistoriques gravés à jamais sur toile et papier comme sur de la pierre. »

— Awany Sylla, Trace ouvre les sentiers de la rébellion dans la rubrique Le jour des Arts, 1997
Texte extrait de la biographie écrite par L. Lyra-M. Akissi Ouattara, basée sur les archives de l'artiste Jacques Samir dit Stenka (courtoisie de la Fondation Maison-Musée Stenka sis Bingerville, Côte d'Ivoire).

### Filmographie
- Idriss Diabaté, Le révolté du cœur, Dja-com et A.A.P.S.I., 2000